# AT&T Building (Nashville)
AT&T Building – wieżowiec w Nashville, w stanie Tennessee, w Stanach Zjednoczonych, o wysokości 192,2 m. Budynek został otwarty w 1994 i liczy 32 kondygnacje.